# Флоріян (Корсак)
Флорія́н Ко́рсак гербу власного (світське ім'я Фабія́н Ко́рсак, також Флоріан, Фабіан; пол. Florian Fabian Korsak herbu własnego; 14 травня 1749 — 15 липня 1811) — єпископ Української греко-католицької церкви; з 29 листопада 1804 року — єпископ-помічник Луцької єпархії.

## Життєпис
Флоріян Корсак був Жидичинським архімандритом та єпископом-помічником Луцького єпископа Григорія Кохановича (1804—1811). Також йому доручено адмініструвати Тернопільський повіт, який у 1811 був під пануванням Москви. Оскільки владика Коханович жив в основному у Санкт-Петербурзі, адміністрація єпархії Луцька і Острога була в руках Корсака. В 1793 на його кошти збудовано муровану церкву в селі Боремець.